# 夢冒険
「夢冒険」（ゆめぼうけん）は、酒井法子の4枚目のシングル。1987年11月25日にビクター音楽産業より発売された。

## 解説
NHK放送のテレビアニメ『アニメ三銃士』主題歌。1988年の第60回選抜高等学校野球大会で入場行進曲に選定されると共に日本アニメ大賞で主題歌賞を受賞した。
週間オリコンチャート上において、酒井自身最高タイ記録の第4位まで上昇した（売上記録は6.9万枚）。登場週数は11週。
TBS系生放送音楽番組『ザ・ベストテン』は、最高第10位で1週のみランクイン（1987年12月10日放映分）。
また、1987年12月14日には学習研究社より同名の写真集が発売されている他、1988年1月1日には本曲を収録したアルバム『夢冒険／NORIKO SPECIAL』が発売され、4月よりラジオ番組『のりピー 不思議な夢冒険』が開始されている。
後にP-MODELが編曲したバージョンも歌番組で披露されている。
1992年12月2日発売の『Singles NORIKO BEST Ⅱ』には本曲のGreek Wind Version (別アレンジのインストゥルメンタルバージョン) が収録されている。
中国語版は1994年、中国で発売されたアルバム『微笑』に初めて収録され、1996年発売の中国語歌唱アルバム『有縁千里』にも収録されている。1990年代、この歌は松下電器が中国で広告曲として使用した。
『アニメ三銃士』のフランスでの放送に際しては、主題歌『Sous le Signe des Mousquetaires』として使われた。三銃士を題材としたフランス語の歌詞が新たにつけられており、ミシェル・バルイユが歌った。

## 収録曲
1. 夢冒険 (3:10)
  - 作詞：森浩美 作曲：西木栄二 編曲：中村暢之
2. ハートの中のプリズム (3:35)
  - 作詞：森浩美 作曲：石川恵樹 編曲：中村暢之

## 収録アルバム
- 夢冒険 / NORIKO SPECIAL
- Singles 〜NORIKO BEST〜
- TWIN BEST
- Asia 2000〜Words Of Love〜
- <COLEZO!> 酒井法子 Best Selection
- The Best Exhibition　酒井法子30thアニバーサリーベストアルバム
- GOLDEN☆BEST 酒井法子
- NORIKO BOX 30th Anniversary Mammoth Edition
- Premium Best

### 中国語版
- 微笑
- 有縁千里

## カバー
- 山野さと子 - 「最新テレビまんが大行進」（1988年03月21日発売）収録[5]
- 桃井はるこ - 「桃井はるこ COVER BEST -カバー電車-」収録
- Raphael華月　1999年のライヴ天使の檜舞台で「月色夜敷青年歌劇団」として披露した。
- さんみゅ～ - 「未来地図」収録
- 雪村しずか/Melodic Taste - 「Anime Song Orchestra IV」（交響曲版）収録